# Nyssodectes bispecularis
Nyssodectes bispecularis là một loài bọ cánh cứng trong họ Cerambycidae.